# Утово
У̀тово (на македонска литературна норма: Утово) е село в община Демир Хисар, Северна Македония.

## География
Селото е разположено в южната част на общината на 690 m надморска височина. От общинския център Демир Хисар селото отстои на 6 km. Землището на Утово е 2,9 km2, от които обработваемите площи са 110 ha, а горите 162 ha.

## История
В XIX век Утово е малко селце в Битолска кааза на Османската империя. През 90-те години на XIX век Васил Кънчов отбелязва 14 къщи в Утово. Според статистиката на Кънчов („Македония. Етнография и статистика“) от 1900 г. Утово има 70 жители, всички българи християни.
На Етнографската карта на Битолския вилает на Картографския институт в София от 1901 година Утово е чисто българско село в Битолската каза на Битолския санджак с 6 къщи.
Цялото население на селото е под върховенството на Българската екзархия. По данни на секретаря на екзархията Димитър Мишев („La Macédoine et sa Population Chrétienne“) в 1905 година в Утово има 172 българи екзархисти.
През 1961 година Утово има 119 жители, които през 1994 година намаляват на 51, а според преброяването от 2002 година селото има 35 жители и е напът да се обезлюди напълно.

## Личности
Родени в Утово
- Трайко Огненовски (р. 1939), фолклорист от Северна Македония